# Saint-Cirq-Madelon
Saint-Cirq-Madelon är en kommun i departementet Lot i regionen Occitanien i södra Frankrike. Kommunen ligger i kantonen Gourdon som tillhör arrondissementet Gourdon. År 2022 hade Saint-Cirq-Madelon 154 invånare.

## Befolkningsutveckling
Antalet invånare i kommunen Saint-Cirq-Madelon
| Referens: INSEE |